# Myōkō-Togakushi-Renzan-Nationalpark
Der Myōkō-Togakushi-Renzan-Nationalpark (jap. 妙高戸隠連山国立公園, Myōkō-Togakushi Renzan Kokuritsu Kōen) ist ein japanischer Nationalpark. Er wurde am 27. März 2015 ausgewiesen und umfasst eine Fläche von 397,72 km².

## Parkgebiet
Namensgebend für den Park sind die Berge Myōkō-san (妙高山) und Togakushi-yama (戸隠山), „Renzan“ ist Japanisch für Gebirgskette. Die Parkfläche besteht aus zwei nicht zusammenhängenden Gebieten, die in „besonders geschützte“ und „geschützte“ Zonen unterteilt sind. Das Hauptgebiet erstreckt sich etwa zwischen den namensgebenden Gebirgsketten von den Bergen Yakeyama (焼山), Hiuchiyama (火打山) und Myōkō-san im Norden bis zum Togakushi-yama und Togakushi-Schrein im Süden. Das zweite, deutlich kleinere Gebiet erstreckt sich rund um den Nojiri-See (野尻湖) im Osten des Hauptgebietes.

## Flora und Fauna
Auf den Hängen der Myōkō-Gebirskette bis zu einer Höhe von 2500 Metern wachsen Zwerg-Kiefern. Zudem sind alpine Blumen wie Primula cuneifolia verbreitet. Am Fuß des Hiuchiyama liegen ausgedehnte Hochmoore, in denen im Frühling Sumpfdotterblumen und Weiße Scheinkalla blühen, während im Herbst die Laubfärbung und Wollgräser die Landschaft prägen.
Am Hiuchiyama finden Alpenschneehühner ihr nördlichstes Verbreitungsgebiet innerhalb Japans. Die Population ist recht klein, da sie nur in einem engen Höhenbereich geeignete Lebensbedingungen vorfindet. Dies macht sie beispielsweise durch den Klimawandel verwundbar, sodass die lokale Population als gefährdet eingestuft wird. Über 100 weitere Vogelarten wurden im Nationalpark beobachtet, darunter Zugvögel und einheimische Arten wie Narzissenschnäpper, Zaunkönige, Weißrückenspechte, Emberiza variabilis und Feuerlieste.

## Galerie

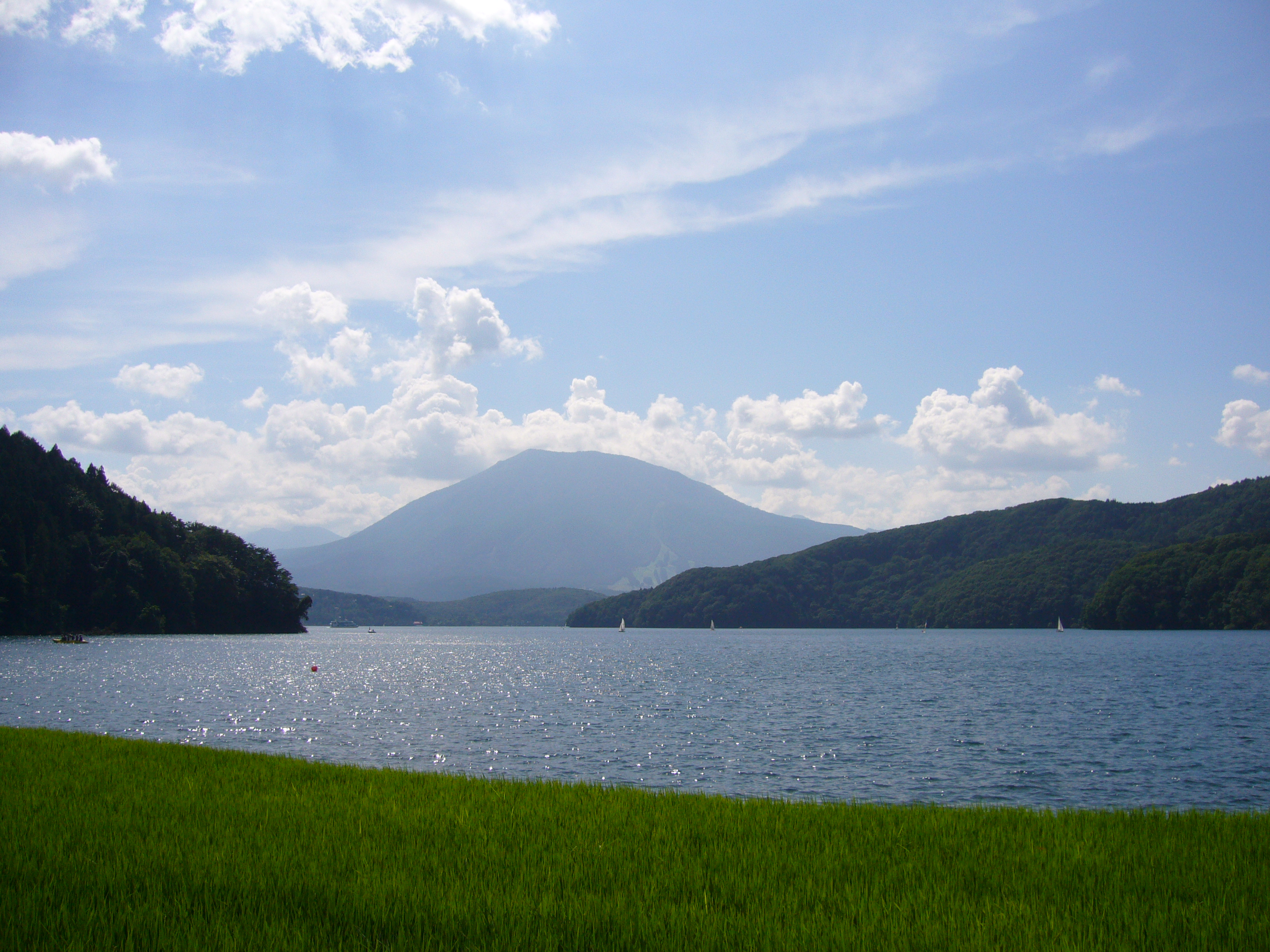
Nojiri-See
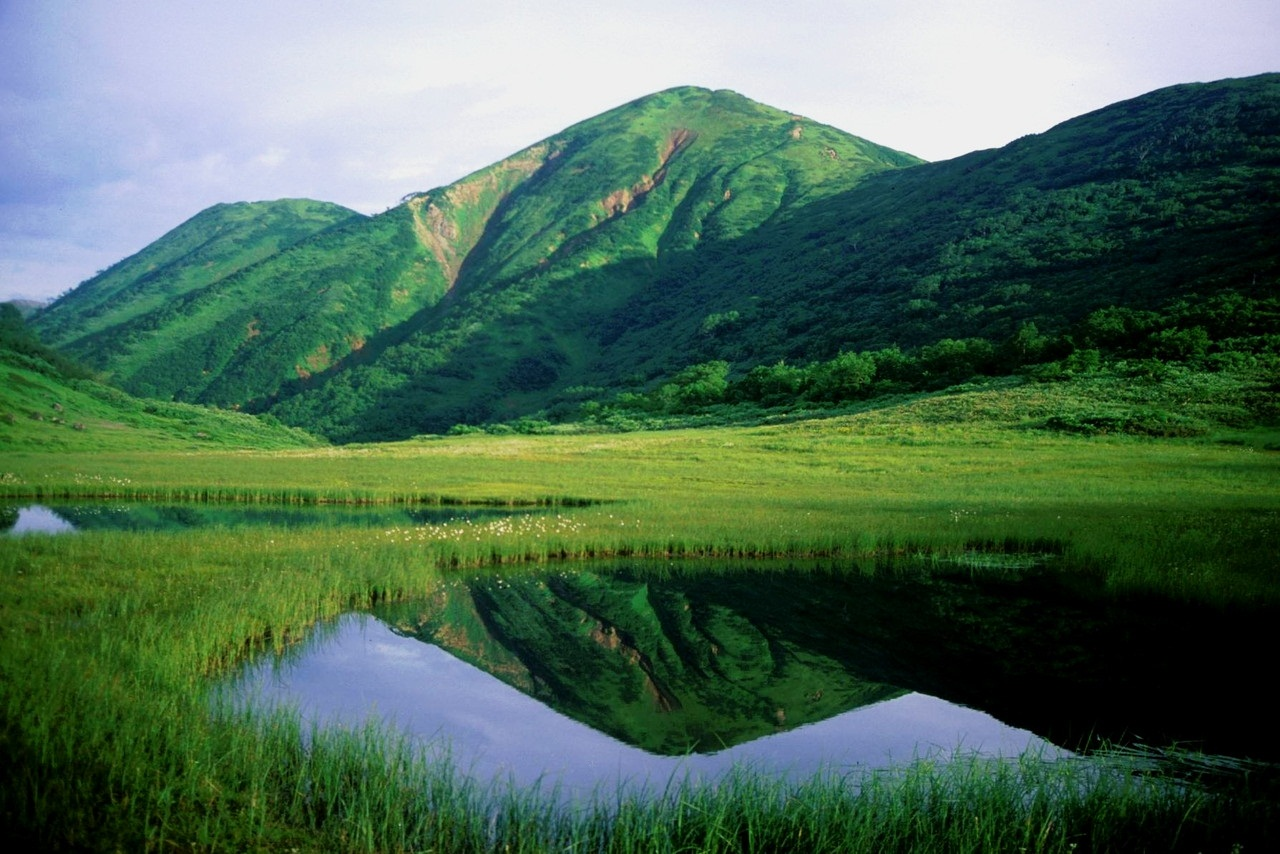
Hiuchi-yama
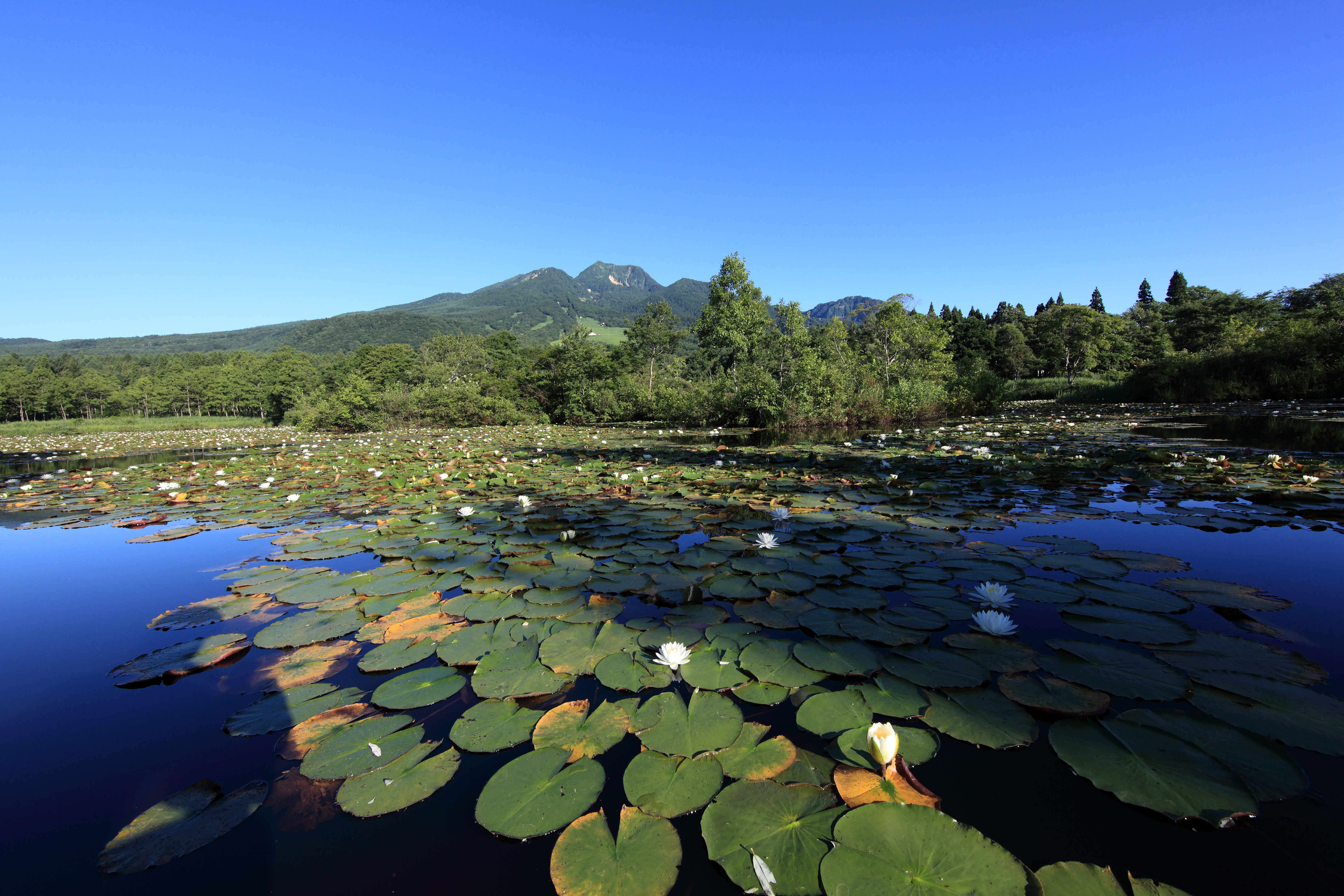
Imori-Tecih mit Myōkō-san im Hintergrund
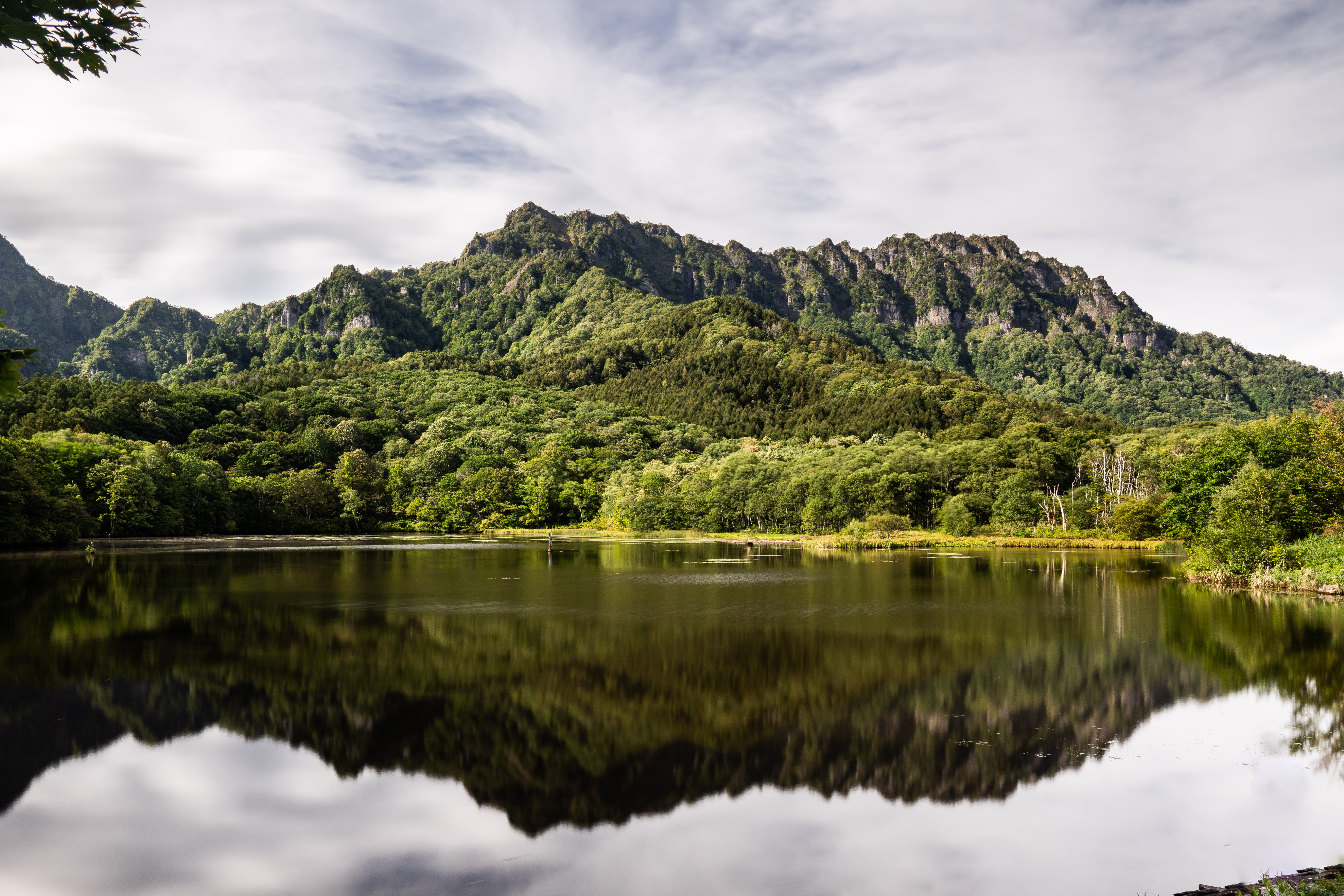
Kagami-Teich mit Togakushi-yama im Hintergrund
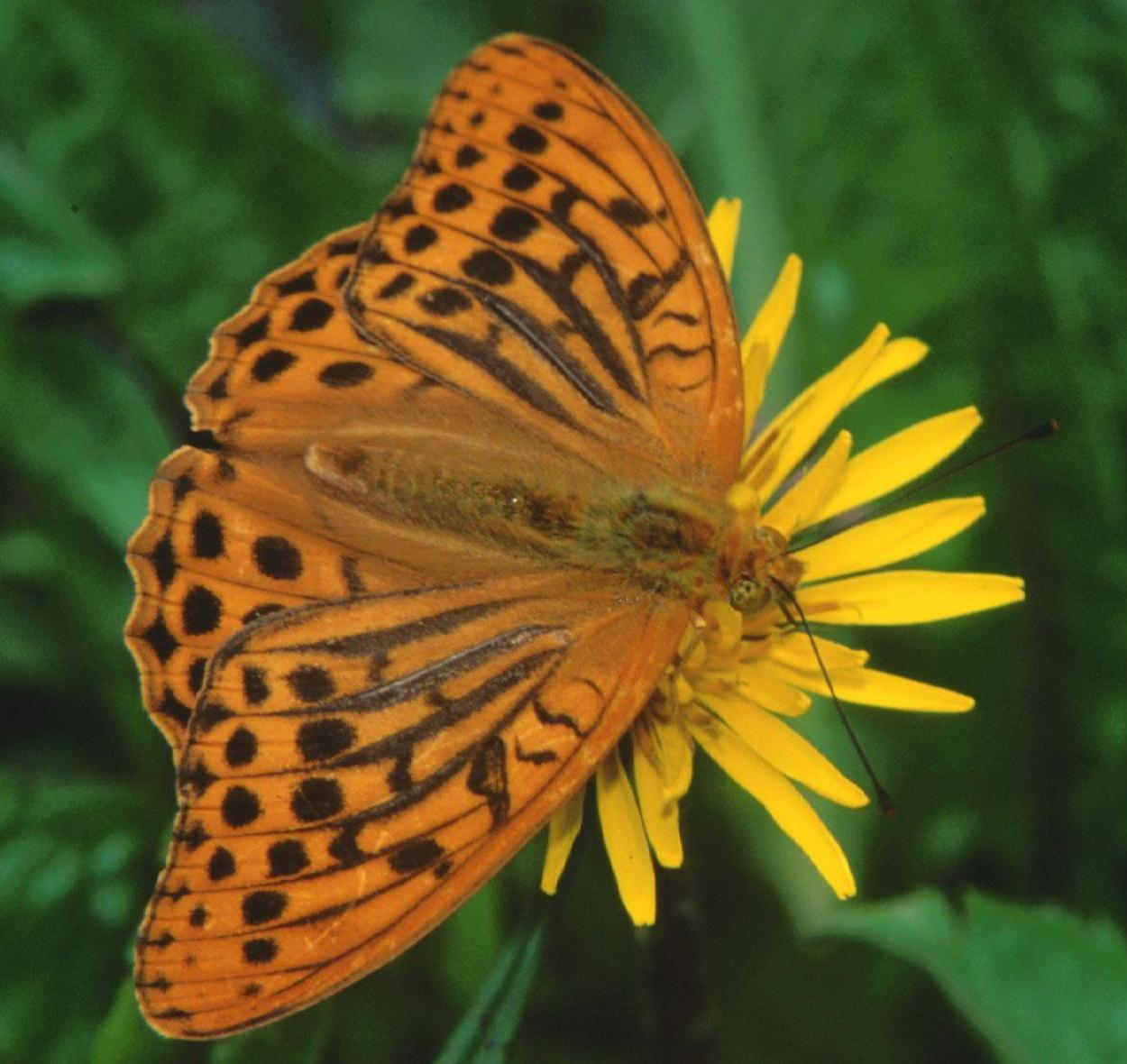
Argynnis paphia am Hiuchiyama